# Moonfall (Film)
Moonfall ist ein Science-Fiction-Katastrophenfilm von Roland Emmerich, der gemeinsam mit Spenser Cohen und Harald Kloser das Drehbuch verfasste. Der Film startete am 4. Februar 2022 in den US-amerikanischen Kinos und lief am 10. Februar in den deutschen und einen Tag später in den österreichischen Kinos an. Er erhielt nur verhaltene Kritiken und war ein erheblicher Misserfolg an den Kinokassen.

## Handlung
2011 gibt es bei einer Space-Shuttle-Mission im All einen mysteriösen Vorfall mit einem plötzlich auftauchenden Nanopartikel-Schwarm, bei dem ein Astronaut ums Leben kommt und das Space-Shuttle stark beschädigt wird. Ein weiterer Astronaut, Brian Harper, verliert daraufhin seinen Job, denn niemand bei der NASA will ihm seine Geschichte glauben. Nicht einmal die Astronautin Jo Fowler kann seinen Bericht bestätigen, da sie in der entscheidenden Phase ohnmächtig war.
Harper lernt zehn Jahre später den Pseudowissenschaftler K.C. Houseman kennen, der den Mond für eine Megastruktur hält und ein Abweichen seiner Umlaufbahn Richtung Erde erkannt hat. Nach immer mehr Hinweisen wie Gravitationsstörungen und katastrophalen Umwelt-Anomalien werden Harper und Houseman von der NASA dienstverpflichtet. Aufgrund der Notfall-Situation wird das ausgemusterte Space-Shuttle Endeavour reaktiviert. Harper, Houseman und die inzwischen in der NASA-Hierarchie aufgestiegene Fowler starten mit einer EMP-Bombe an Bord aufgrund einer nahenden Flutwelle überstürzt zum Mond. Mit einem Rover gelangen sie ins Innere des Mondes, wo sie der Partikelschwarm angreift. Sie können sich in eine Art Hangar retten; dort wird Harper über eine Projektion die Geschichte der Menschheit präsentiert. So habe es vor Milliarden Jahren eine friedliche Zivilisation gegeben, aber die Künstliche Intelligenz, welche ihr diente, wandte sich gegen sie. So zerstöre sie elektronische Objekte, die organisches Leben befördern. Das Trio findet den bei der Landung beschädigten Rover repariert vor und fliegt gemäß Harpers Plan erneut durch die Megastruktur. Schließlich opfert sich Houseman und lässt sich zusammen mit der Bombe von dem Schwarm einfangen. Die Bombe explodiert und die beiden überlebenden Astronauten finden sich auf der zerstörten Erde wieder, wo sie ihre Kinder wieder in die Arme schließen.

## Produktion
| Figur         | Darsteller        | Deutscher Sprecher  |
| ------------- | ----------------- | ------------------- |
| Jo Fowler     | Halle Berry       | Katrin Zimmermann   |
| Brian Harper  | Patrick Wilson    | Manou Lubowski      |
| K.C. Houseman | John Bradley-West | Dominik Auer        |
| Tom Lopez     | Michael Peña      | Tobias Müller       |
| Sonny Harper  | Charlie Plummer   | Leonard Rosemann    |
| Michelle      | Kelly Yu          | Leslie-Vanessa Lill |
| Holdenfield   | Donald Sutherland | Jürgen Kluckert     |
| Doug Davidson | Eme Ikwuakor      | Ole Pfennig         |
| Brenda Lopez  | Carolina Bartczak | Stefanie Dischinger |

Im Schatten des Cannes Film Festivals präsentierten Roland Emmerich, Harald Kloser und Stuart Ford im Mai des Jahres 2019 bei einer Käuferpräsentation ihr 140-Millionen-US-Dollar-Projekt Moonfall, dessen Drehbuch von Emmerich selbst, von Spenser Cohen und von Harald Kloser verfasst wurde.
Mit Josh Gad und Halle Berry wurden im Mai 2020 die ersten Schauspieler für den Film verpflichtet. Im Juni 2020 schlossen sich Stanley Tucci, Patrick Wilson und Charlie Plummer der Besetzung an. John Bradley-West, Donald Sutherland und Eme Ikwuakor traten der Besetzung im Oktober des gleichen Jahres bei, wobei Bradley Josh Gad aufgrund von Terminkonflikten ersetzte. Zu diesem Zeitpunkt begannen in Montreal die Dreharbeiten zum Film. Zwei weitere Rollen wurden im Januar 2021 mit Michael Peña und Carolina Bartczak besetzt, wobei Peña Stanley Tucci ersetzte, da dieser aufgrund von Reisebeschränkungen während der COVID-19-Pandemie nicht zu den Dreharbeiten nach Kanada reisen konnte.
Für die Aufnahmen der Filmmusik kehrte Komponist Thomas Wander im Herbst 2021 in die Synchron Stage Vienna zurück, wo zuvor auch der Soundtrack von Midway eingespielt wurde. Das Soundtrack-Album mit insgesamt 23 Musikstücken wurde am 4. Februar 2022 von Atlantic Screen Music/Filmtrax als Download veröffentlicht. Die deutsche Synchronisation entstand nach einem Dialogbuch und der Dialogregie von Benedikt Rabanus im Auftrag der Münchner Synchron GmbH.
In einem Interview stellte Regisseur Emmerich eine Verbindung zwischen derartigen Katastrophen im Film und der realen Klimakrise her, indem er sagte: „Momentan gibt es noch viele Leute, die den Klimawandel leugnen. Aber in 10, 15, 20 Jahren wird alles so schlimm, dass das niemand mehr abstreiten kann. Die Menschen werden also erst aufwachen, wenn es zu spät ist, denn du kannst das Klima ja nicht einfach so umdrehen.“

## Veröffentlichung
Am 26. Mai 2021 wurde die Veröffentlichung des Films, datiert auf den 4. Februar 2022, von Lions Gate Entertainment in Nordamerika bekanntgegeben. Neben der Veröffentlichung eines ersten Filmtrailers kündigte Leonine-Studios am 2. September 2021 den deutschen Kinostart für den 3. Februar 2022 an. Die Deutschland-Premiere wurde später auf den 10. Februar 2022 korrigiert. Am 25. März 2022 sollte der Film in die chinesischen Kinos kommen.
Nach Angaben von Kino.de wurde der Film in den Kinos zu einem finanziellen Misserfolg und zu einem der „größten Flops der Geschichte“. Bei einem Budget von 140 Millionen US-Dollar habe er weltweit nur etwas mehr als 44 Millionen eingespielt. Dabei seien die Marketingkosten nicht berücksichtigt, die noch einmal die Hälfte bis das Doppelte des Produktionsbudgets betragen könnten. Nachdem sich Amazon die Rechte am Film gesichert habe, könne sich das Ergebnis durch Streamen ändern.

## Rezeption
Moonfall erhielt ein eher schlechtes Presseecho, was sich auch in den Auswertungen US-amerikanischer Aggregatoren widerspiegelt. So erfasst Rotten Tomatoes überwiegend kritische Besprechungen und ordnet den Film dementsprechend als „gammelig“ ein. Laut Metacritic fallen die Bewertungen im Mittel „durchwachsen oder durchschnittlich“ aus.
Tilman Spreckelsen bescheinigte Moonfall in der Online-Ausgabe der Frankfurter Allgemeinen Zeitung, dass sich Verschwörungstheorien in dem Film immer wieder als erstaunlich durchdacht entpuppten, allerdings kranke er daran, dass, je länger er dauere, „umso mehr Einfallsarmut offenbart, bisweilen sogar Lieblosigkeit, wenn es um Erzählstränge der Nebenhandlungen geht“.
Benjamin Kratsch beurteilte Moonfall auf der PC-Welt-Website, so „bildgewaltig, so cineastisch und extrem“ zu sein wie 2012, die Story sei aber viel mehr Independence Day und habe „so richtig schönen 90er Charme“. Sein Fazit: „Moonfall macht richtig Laune.“